# Klasztor Kempten
Klasztor Kempten – dawny klasztor benedyktynów w Kempten w Niemczech, w Bawarii, założony w 752, od połowy XIV w. stanowiący centrum samodzielnego księstwa Rzeszy, zlikwidowany w 1803.

## Historia
Pierwsi mnisi benedyktyńscy z opactwa Sankt Gallen przybyli do Kempten w 742 lub 743. Zbudowali kościół i celę klasztorną. W 752 mnich Audogar założył tu klasztor, którego został pierwszym opatem. W 771 żoną Karola Wielkiego została Hildegarda, która spokrewniona z opiekunami klasztoru zapewniła mu patronat Karolingów. Karol Wielki zwolnił klasztor z królewskiej jurysdykcji, kolejni władcy obdarzali go licznymi darowiznami oraz przywilejami nadającymi im władztwo terytorialne w ich posiadłościach. W 940 klasztor został zniszczony podczas najazdu węgierskiego, a następnie odbudowany.
W sporach między władcami Niemiec a papieżami opaci klasztoru stali zwykle po stronie tych pierwszych. W połowie XIV w. opat został podniesiony do rangi księcia Rzeszy (pierwszy raz potwierdzony w 1348). W 1363 mieszczanie z Kempten zniszczyli jeden z klasztornych zamków. Ucisk chłopów na terenach klasztornych doprowadził do powstania chłopskiego w 1491/1492. Konflikt zażegnano, jednak chłopi wystąpili ponownie przeciwko klasztorowi podczas wojny chłopskiej w 1525, podczas której klasztor został splądrowany.
W 1593 utworzono drukarnię klasztorną. Podczas wojny trzydziestoletniej w pierwszej połowie lat 30. XVII w. miasto i klasztor kilkakrotnie były plądrowane (miasto przez wojska cesarskie, klasztor przez wojska szwedzkie), okolicę spustoszyła też epidemia. W połowie XVII w. podjęto budowę nowego kościoła klasztornego oraz nowego pałacu opackiego. Pracami kierował początkowo Michael Beer, a po jego śmierci Johann Serro. Wschodnie skrzydło zaprojektowanej budowli służyło jako klasztor, a zachodnie, z wystawnymi salami reprezentacyjnymi wykończonymi w stylu regencji, jako rezydencja opata. 
W połowie XVII zreformowana została administracja księstwa klasztornego, a książęta-opaci dysponowali własnym dworem. W 1728 prawa miejskie otrzymało klasztorne miasto Kempten, wzniesione tuż za bramami istniejącego wcześniej wolnego miasta Kempten (od 1525 całkowicie niezależnego od opatów). Po kolejnych zakupach w XVII i XVIII w., pod koniec swego istnienia, księstwo klasztorne było drugim co do wielkości państwem kościelnym we wschodniej Szwabii (liczyło ok. 1000 km² oraz ponad 40 tys. mieszkańców). Klasztor sekularyzowano w 1803 (księstwo Bawarii przejęło w zarząd jego majątek już 1 grudnia 1802, a rok później włączono go w granice państwa).
Dawny kościół klasztorny został katolicką świątynią parafialną połączonych w jedno miast Kempten, a dawny pałac opata został siedzibą sądu. 

## Galeria

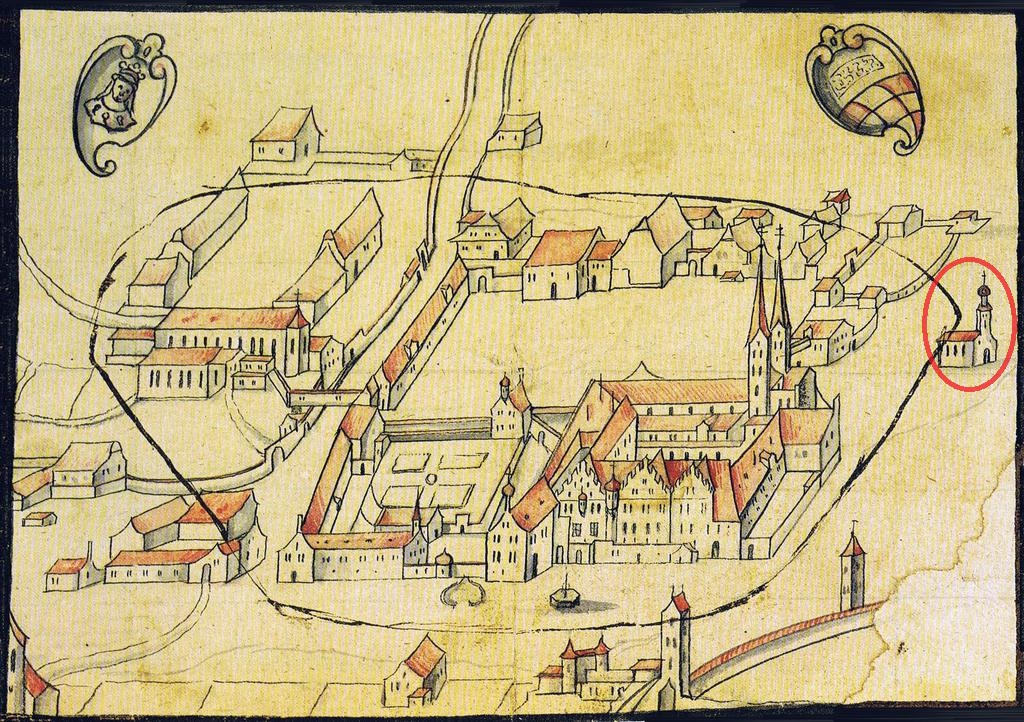
Klasztor przed zniszczeniem podczas wojny trzydziestoletniej
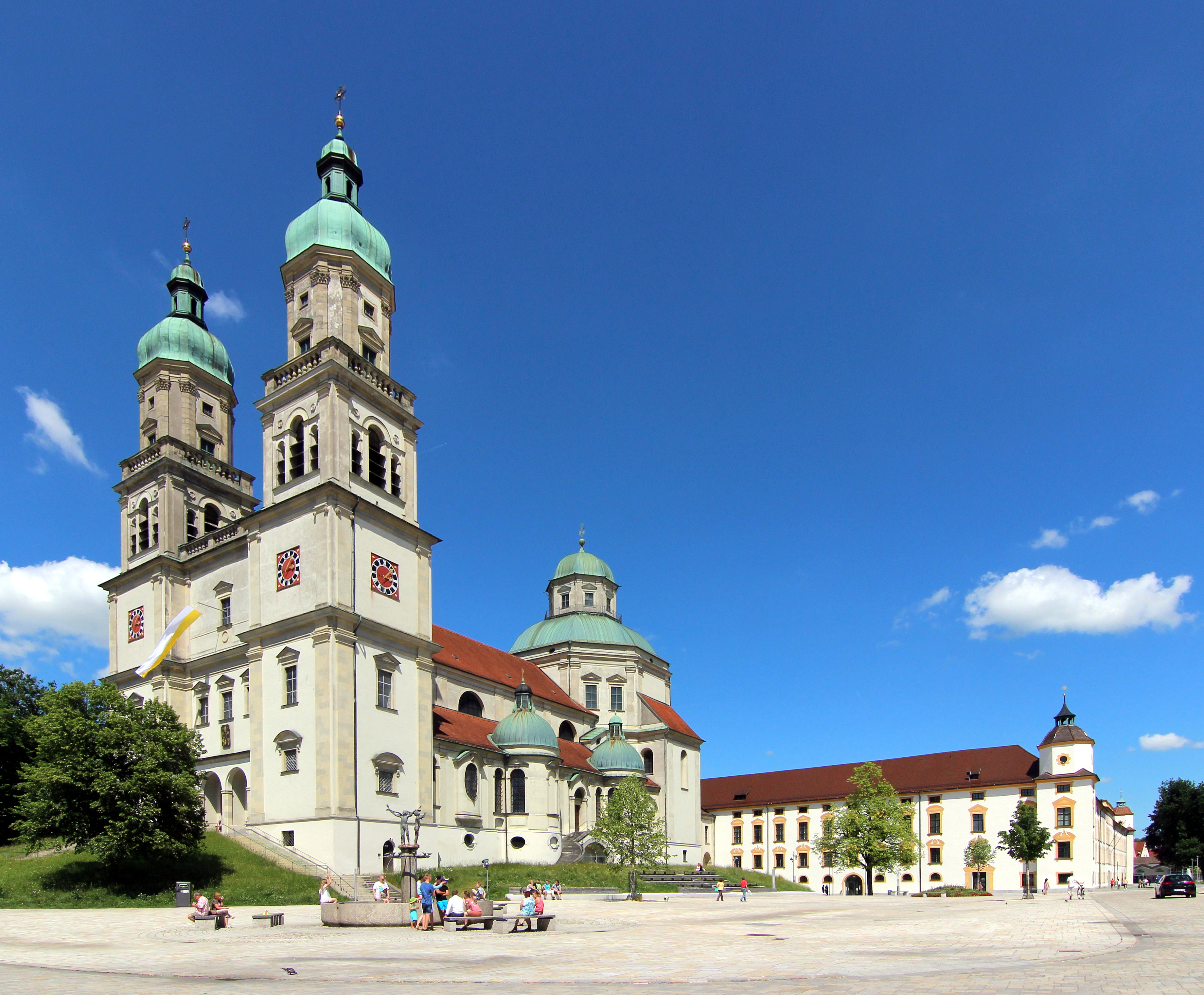
Kościół św. Wawrzyńca, w tle dawny pałac opata
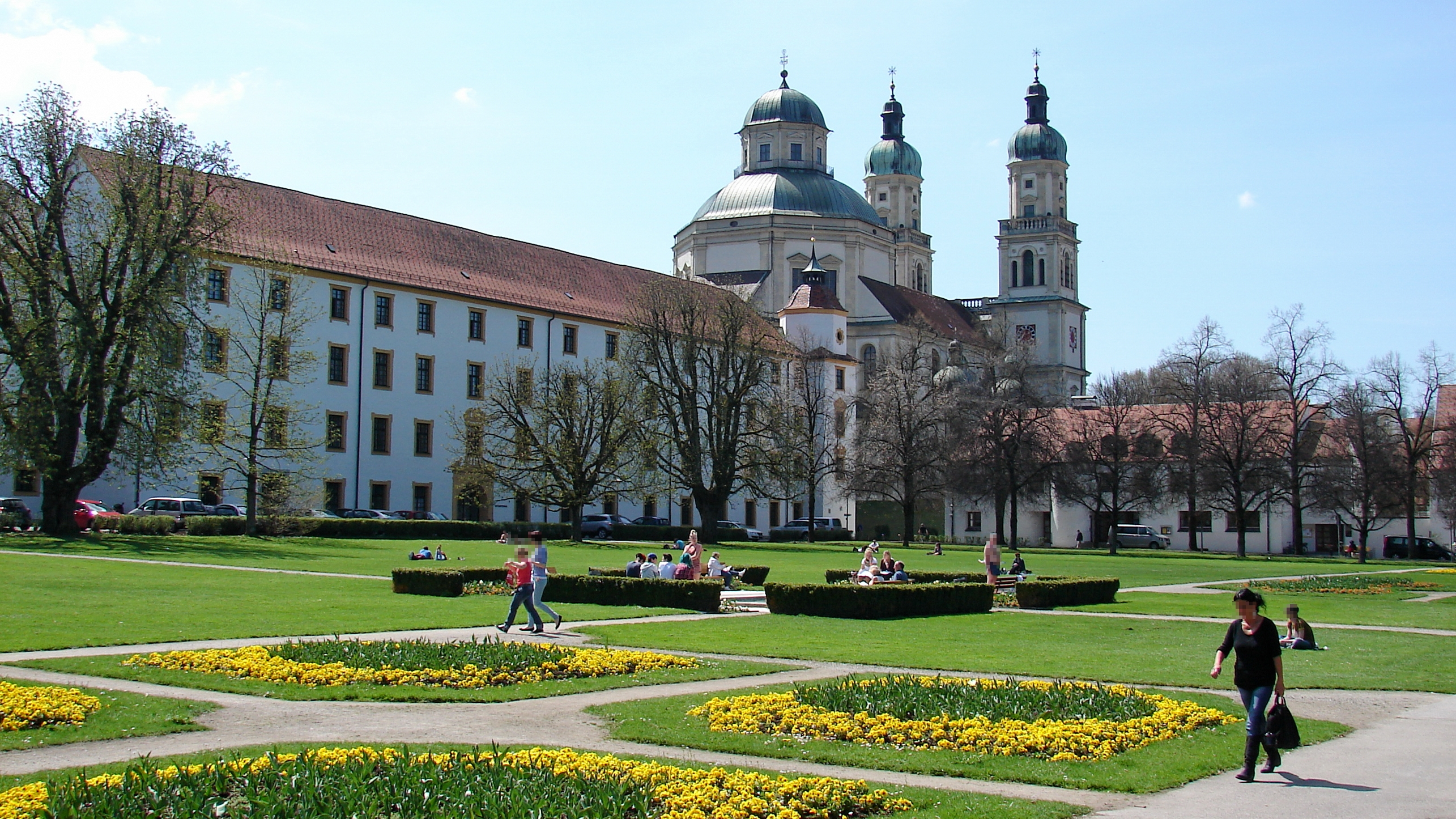
Dawny pałac opata, w tle kościół św. Wawrzyńca (widok z ogrodów)
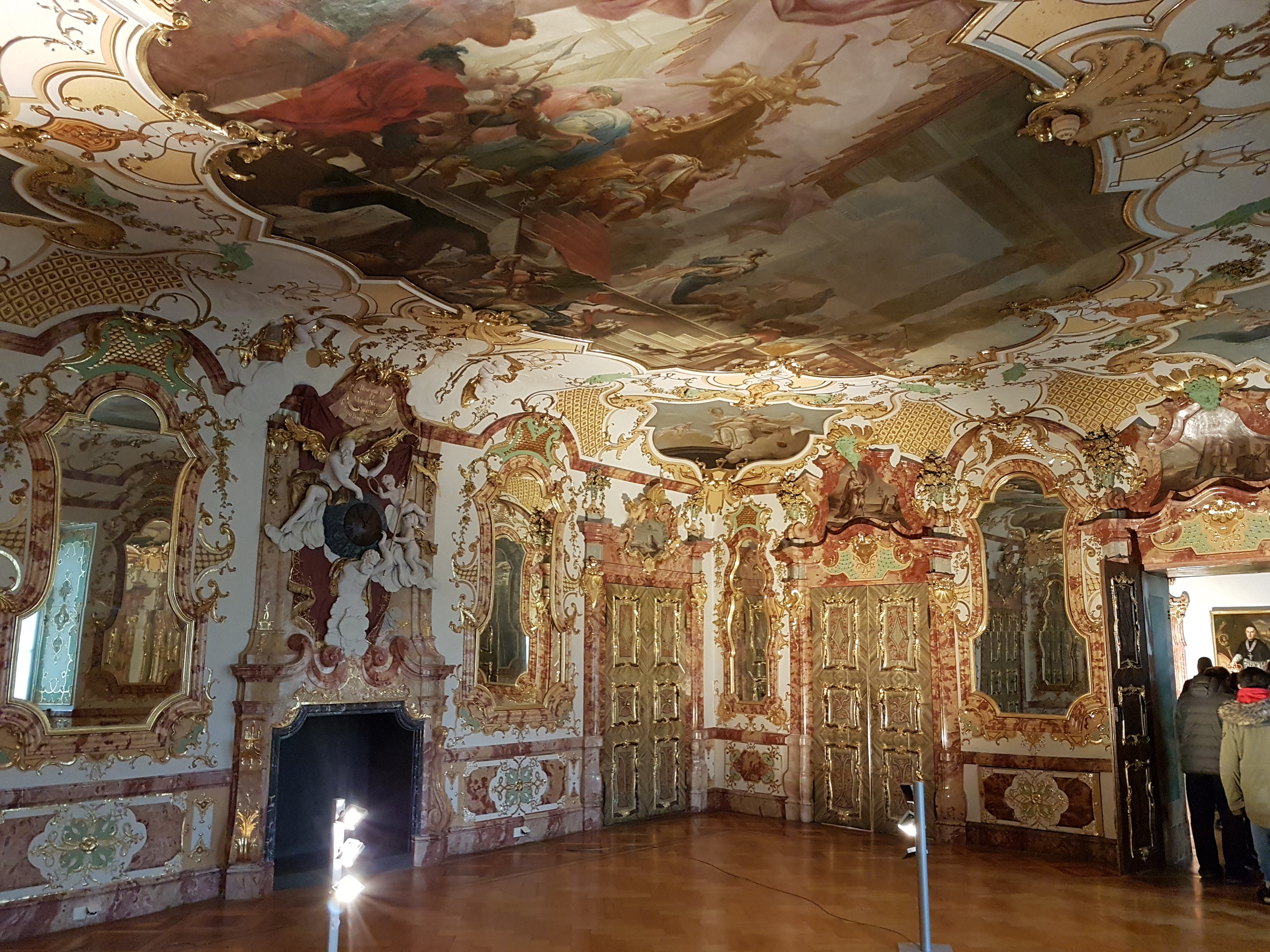
Sala audiencyjna w dawnej rezydencji opata